# Alizés Télévision
Alizés Télévision (Alizés TV, parfois appelée Alizés Guadeloupe ou simplement Alizés) est une chaîne de télévision locale française diffusée en Guadeloupe.

## Histoire de la chaîne
Le 26 avril 2013, la chaîne Guadeloupe Télévision cesse d'émettre à la suite de sa mise en liquidation judiciaire. En conséquence, le 26 juin de la même année, le CSA lance un appel pour la création d'un service de télévision locale opérant en Guadeloupe, puis adopte un projet de convention. Le projet dit Karukera Télévision (KTV), financé par le Conseil régional de la Guadeloupe est validé par le CSA le 23 avril 2014. Il était attendu qu'il remplace GTV sur le canal autrefois occupé par cette dernière.
Mais trois mois auparavant, un article de l'édition Martinique du quotidien d'informations France-Antilles révèle que le CSA a décidé d'accorder une fréquence à une autre chaîne de télévision locale destinée, elle aussi, à remplacer GTV et la chaîne martiniquaise ATV en saisit aussitôt l'occasion pour lancer une déclinaison de cette dernière en Guadeloupe. Cette nouvelle fut confirmée le 25 mars 2014, alors qu'ATV Guadeloupe débarque officiellement sur CanalSat Caraïbes. Ce n'est toutefois qu'à la mi-avril de cette même année que la chaîne commence à émettre ses programmes,.
À la suite de l'assemblée plénière du 1er octobre 2014, le projet de convention Karukéra Télévision est validé par le CSA le 7 novembre suivant et prend alors le nom d'Alizés Guadeloupe (Alizés TV).
Ce n'est toutefois que le 27 janvier 2015 que la nouvelle chaîne commence à émettre ses programmes officiellement, tout d'abord sur le canal 32 de CanalSat Caraïbes et sur le canal 4 de Numéricâble Antilles (devenu depuis SFR Caraïbe, à la suite du rachat de Numéricâble par SFR). Par la suite, la chaîne finit par être diffusée sur le canal 12 de la TNT locale, puis sur la TV d'Orange Caraïbes. Son PDG, Robert Moy, ancien directeur de RFO Guadeloupe (devenue depuis Guadeloupe 1re) de 2002 à 2004, la définit comme "une chaîne locale de proximité".
Aux débuts de la chaîne en janvier 2015, Robert Moy dirige une équipe composée de 6 personnes dont Caroline Romney, journaliste et femme d'affaires, Éric Pommier, ancien pilote automobile reconverti dans le journalisme et ayant travaillé à France-Antilles Guadeloupe, La Une Guadeloupe et GTV, Pierre-Édouard Picord (dit PEP), ancien professeur de philosophie de formation et directeur du journal local Le Courrier de Guadeloupe. Cette équipe compte également l'ancien journaliste de FR3 (devenue depuis France 3) et rédacteur en chef de France Télévisions, Michel Reinette et Philippe Vidal, directeur de la station de radio Zouk & News, avec laquelle Alizés a signé un accord de partenariat. 
Le capital de la chaîne fut, à ses débuts, de 600 000 euros, mais s'était fixé d'atteindre l'objectif « d'1,2 million d'euros fin 2015 » selon les propos de Robert Moy. La mission de cette dernière est « de s'ouvrir sur la Guadeloupe et sur le monde », comme l'a déclaré son dirigeant.
La chaîne diffuse et produit ses programmes en haute définition, car Moy s'est fixé comme objectif « la qualité, les meilleures images ».
En 2020, Alizés TV cesse d'émettre sur la TNT en Guadeloupe pour des raisons financières.
La chaîne est en redressement judiciaire depuis le mois d’octobre 2022 et accumule près de 250 000€ d’impayés, hors dette fiscale.

## Identité visuelle

Logo
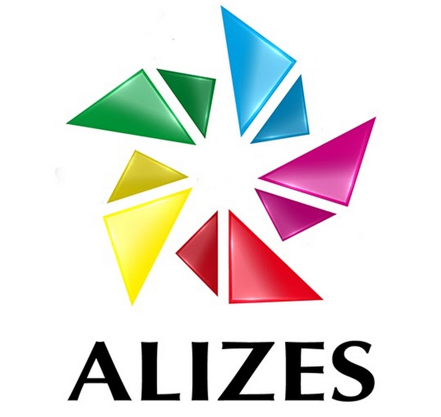
Logo d'Alizés TV depuis le 27 janvier 2015.

## Programmes diffusés sur Alizés Télévision
À ses débuts en janvier 2015, Alizés TV, chaîne généraliste de proximité s'est donné pour vocation d'être populaire et familiale, mais aussi de devenir la chaîne leader de la télévision guadeloupéenne et des Antilles-Guyane. Si la chaîne avait au départ diffusé des programmes nationaux issus des catalogues de TF1 et de M6 grâce à des contrats signés avec ces deux grandes chaînes métropolitaines privées, depuis fin 2016, elle se concentre uniquement sur la production régionale et locale. Alizés diffuse deux journaux télévisés locaux par jour : une édition de la mi-journée à 12h30 et une édition à 19h, le soir de "20 minutes chacune", selon les propos de Caroline Romney. Un agenda culturel est proposé plusieurs fois tous les jours de la semaine, mais aussi des magazines d'information, des émissions culinaires, sportives ou culturelles. Alizés travaille également avec des réalisateurs antillais, afin de commander, auprès de sociétés de production cinématographiques et audiovisuelles locales, des magazines, des séries ou des documentaires, afin d'être leur lieu d'expression par excellence. 
La chaîne veut également mettre à l'honneur les personnalités locales (sportifs, entrepreneurs, artisans, cuisiniers, chanteurs, musiciens, peintres, etc.) à travers des émissions comme Alizés dans la Ville ou Tipla Grand Chef. Elle cherche donc à être le reflet "d'une Guadeloupe, positive, belle et battante, qui bouge et entreprend" selon les propos de Robert Moy.
Alizés a également signé un accord de partenariat avec le journal Le Courrier de Guadeloupe (pour lequel travaille Pierre-Édouard Picord) pour produire le magazine d'information hebdomadaire Télescopie qui décrypte l'actualité régionale et locale de la semaine. Il était également prévu que dès la fin de l'année 2015, des rendez-vous musicaux et sportifs caribéens viendraient dynamiser la grille des programmes.
La chaîne cherche parallèlement à s'ouvrir au bassin Amazone-Caraïbes en se rapprochant des médias d'autres îles des Caraïbes, mais aussi d'Amérique du Sud et d'Amérique centrale et de la Martinique et de la Guyane, afin de couvrir l'actualité à l'échelle internationale.
La chaîne souhaitait également diffuser quelques émission de télé-réalité en provenance des États-Unis comme The X Factor, The Amazing Race, Les Maçons du cœur, des séries comme Braxton Family Value, The Haves and the Have Nots, ainsi que quelques programmes de la chaîne BET comme les BET Awards, les BET Hip Hop Awards, les Soul Train Music Awards, ou encore BET Experience par le biais d'un accord de partenariat avec cette dernière. Mais cela est toujours à l'état de projet. 
Par ailleurs, Alizés diffuse également des évènements comme l'élection de Mister Guadeloupe depuis 2016 ou encore Lapwent Fashion Day, ainsi que des Chanté Nwel en décembre et le carnaval en janvier et février (voire mars certaines années).

### Émissions locales
- Alizés News : journaux de 12h30 et de 19h présentés par Aurélie Ronze et Nicolas Beaubrun, puis par Jean-Luc Icar. Depuis septembre 2016, les éditions de la mi-journée et du soir ont pris la forme d'un JT tout en images avec des commentaires réalisés par différents journalistes de la rédaction d'Alizés. En fin d'édition, un flash "Caraïbes" est présenté afin de décrire l'actualité dans les autres îles de la Caraïbe, mais aussi en Amérique Latine et aux États-Unis
- Les pronostics hippiques de Prévert Mayengo : pronostics hippiques diffusés tous les jours à 18h50 et 22h
- Météo : bulletin météo d'Alizés
- Info services : magazine de services
- Agenda : agenda culturel sur les sorties et évènements culturels ayant lieu en Guadeloupe
- Téléscopie : magazine d'information hebdomadaire présenté par Jean-Luc Icar, rédacteur en chef de la chaîne et Pierre-Édouard Picord du magazine d'information Le Courrier de Guadeloupe portant un regard sur l'actualité régionale et locale de la semaine
- Focus Caraïbes : magazine d'information hebdomadaire présenté par Caroline Romney et diffusé tous les dimanches, qui porte sur l'actualité de la semaine dans la grande région Caraïbes et en Amérique Latine (depuis janvier 2016)
- Controverses : magazine d'information hebdomadaire de 10 minutes diffusé le lundi soir à 19h20 et revenant sur l'actualité régionale de la semaine (fin 2015, arrêté depuis)
- Innovations : magazine de 10 minutes diffusé les samedis et les dimanches après les JT de 12h30 et de 19h portant sur les innovations technologiques réalisées par des entreprises guadeloupéennes
- Synopsis : magazine sur la production cinématographique et audiovisuelle en Guadeloupe diffusé les mercredis soir entre octobre et décembre 2015 (Arrêté depuis)
- Minutes Sports : émission sportive quotidienne de 10 minutes présentée par Éric Pommier
- La Guadeloupe et ses îles : magazine de découverte de l'archipel guadeloupéen présenté par Caroline Romney en collaboration avec l'Office de tourisme des Îles de Guadeloupe
- Alizés dans la Ville : émission de divertissement présentée par Greg et Hélène, entourés de divers chroniqueurs diffusée à l'origine tous les samedis à 17h entre juillet et août 2015, puis du lundi au vendredi à 17h05, de septembre à décembre 2015, date de son arrêt définitif
- Raphaëlle et Vous : magazine de proximité quotidien diffusé du lundi au vendredi à 9h30 et rediffusé à 17h et le soir à 22h30 depuis mai 2016. Présentation : Raphaëlle Dagonia
- Tipla Grand Chef : concours culinaire portant sur la gastronomie antillo-guyanaise diffusé les samedis en fin de matinée entre octobre et novembre 2015 (Arrêté depuis)
- Tropical Groove : magazine musical présenté par Oblik tous les samedis à 16h45 et présentant les talents hip-hop des Antilles-Guyane (janvier-décembre 2016)
- Bèl o Natirèl : télé-réalité suivant le parcours de jeunes femmes à la recherche de produits naturels
- Stardom (version 2017) : télé-réalité musicale reprenant un concept déjà développé par Guadeloupe 1re en 2003 (à l'époque RFO Télé Guadeloupe), diffusé le vendredis soir à 19h20 entre mai et juillet 2017
- Stardom, Le Mag : magazine dérivé de l'émission Stardom diffusé et multi-rediffusé tous les jours de la semaine
- Mô a Likibè (Les Mots de Lukuber) : émission de 5 minutes diffusée avant les JT de 12h30 et de 19h présenté par Lukuber Séjor et durant laquelle on apprend des mots de créole guadeloupéen
- Chanté Nwèl d'Alizés : série d'évènements et de traditions culturelles de Noël diffusée en direct en décembre
- Souriez, vous êtes filmés : émission suivant des célébrités et des anonymes à travers des évènements culturels ou sportifs durant laquelle on leur demande de faire un sourire
- Ti Kamo a Cap Excellence : magazine hebdomadaire consacré à l'actualité de la communauté d'agglomération Cap Excellence
- Le Pourvoyeur : shortcom créée et présentée par l'humoriste antillais Patrick D'Alexis (dit Ti Fabrice). Diffusion le dimanche à 10h, 14h20 et 00h20 depuis mars
- Les Clés de la Réussite : docu-réalité local produit par Aven' Prod proposant de suivre pendant 1 mois la vie de la jeune mannequin et lauréate de l'élection Miss United Nations en 2013, Alix Rabolion. Diffusion du lundi au vendredi à 19h30.
- Tout' Moun Sé Moun : magazine quotidien de proximité présenté par Nowliz, diffusé du lundi au vendredi à 18h20.
- Caribbean Pulse : actualités musicales des talents de la Guadeloupe et de la grande région caraïbe. Tous les samedis à 16H15. Rediffusion à 19H30 et rediffusion le mercredi présentée  par Chrystelle ISIDA
- Hollywood On Set : magazine du cinéma qui traite de l'actualité des studios d'Hollywood (films à l'affiche, secrets de tournage, etc.) diffusé tous les samedis à 18h (depuis la rentrée 2021)
- Karukera Inside : magazine d'information sur l'actualité régionale et locale présentée par Chrystelle Isida depuis avril 2022

### Émissions nationales
(diffusées jusqu'à fin 2016)
- Journal de 13 heures (TF1)
- Journal de 20 heures (TF1)
- Grands Reportages (TF1)
- Sept à huit (TF1)
- Le club de l'économie (LCI)
- Le 12:45 (M6)
- Le 19:45 (M6)
- Capital (M6)
- Zone interdite (M6)
- Enquête exclusive (M6)
- 50 minutes inside (TF1)
- Turbo (M6)
- E=M6 (M6)
- Les Douze Coups de midi (TF1)
- Money Drop (TF1)
- Bienvenue au camping (TF1)
- Maison à vendre (M6)
- Recherche appartement ou maison (M6)
- Les Reines du shopping (M6)
- La Meilleure Boulangerie de France (M6)
- Un trésor dans votre maison (M6)
- Vendredi tout est permis (TF1)
- L'amour est dans le pré (M6)
- Qu'est-ce que je sais vraiment ? (M6)
- The Voice : La Plus Belle Voix (TF1)
- Joséphine, ange gardien (TF1)
- Camping Paradis (TF1)
- En famille (M6) [10]

### Présentateurs et journalistes
- Aurélie Ronze
- Nicolas Beaubrun
- Jean-Luc Icar
- Caroline Romney
- Pierre-Édouard Picord
- Éric Pommier
- Raphaëlle Dagonia
- Greg
- Hélène
- Lukuber Séjor
- Nowliz
- Chrystelle Isida

## Diffusion
Alizés TV diffuse ses programmes sur le canal 32 de CanalSat Caraïbes, sur le canal 4 (jusqu'en décembre 2017) et sur le canal 3 (depuis janvier 2018) de 
Numéricâble Antilles (devenu depuis SFR Caraïbe). Elle n'est toutefois plus disponible sur la TNT locale en Guadeloupe et n'est pas accessible sur la TV d'Orange Caraïbes.